# Peyton Meyer
Peyton Graham Meyer (Las Vegas, Nevada; 24 de noviembre de 1998) es un actor estadounidense conocido por su papel de Lucas Friar en la serie Girl Meets World de Disney Channel.

## Biografía
Peyton Graham Meyer nació el 24 de noviembre de 1998 en Las Vegas, Nevada, de Elizabeth y Robert Meyer. Es el hijo menor de sus padres y tiene dos hermanos mayores, Dillon y Cole. Ha estado interesado en los deportes desde que era niño, e incluso dijo que su objetivo desde niño era jugar fútbol. Sin embargo, mostró interés por la actuación y comenzó a audicionar para papeles, su madre lo llevaría de Las Vegas a Los Ángeles. Una vez que se convirtió en un actor establecido, se mudó a Los Ángeles con toda su familia, incluidos sus padres, sus hermanos mayores y su mascota caniche miniatura "London", que fue nombrada por sus coprotagonistas de Girl Meets World. Su hermano mayor, Cole, hizo una aparición especial como aspirante a "Dookus" en el episodio "Girl Meets Hollyworld" en la tercera temporada de su programa de televisión.

## Trayectoria
Peyton Meyer decidió perseguir en una carrera como actor cuando tenía 12 años. Poco después, entró en concursos locales de actuación y firmó con una agencia de talentos.
Su carrera consiste en anuncios y tráileres de películas, el cortometraje Shortage, y un papel como actor invitado una sola vez en Dog with a Blog de Disney Channel, que pronto dio lugar a siete episodios más. Fue su actuación en ese papel que llevó a su papel en la serie Girl Meets World.
Peyton Meyer en Girl Meets World interpreta a Lucas Friar, un adolescente criado en un rancho de Texas que ahora es estudiante en una escuela secundaria de la ciudad de Nueva York. En la serie Lucas se hace amigo de Farkle Minkus (Corey Fogelmanis), Maya Hart (Sabrina Carpenter) y Riley Matthews (Rowan Blanchard).

## Vida personal
En octubre de 2021 contrajo matrimonio con su pareja Taela Mae LaCour. Su hijo Ziggy nació en marzo de 2022.

## Filmografía

### Cine
| Año  | Título        | Rol    | Notas |
| ---- | ------------- | ------ | ----- |
| 2016 | Gibby         | Tommy  |       |
| 2021 | He's All That | Jordan |       |

### Televisión
| Año       | Título                | Rol          | Notas                                         |
| --------- | --------------------- | ------------ | --------------------------------------------- |
| 2013-2014 | Dog with a Blog       | Wes Manning  | Rol recurrente                                |
| 2014-2017 | Girl Meets World      | Lucas Friar  | Rol principal                                 |
| 2015      | Best Friends Whenever | Lucas Friar  | 1 episodio: Cyd and Shelby's Haunted Scape    |
| 2016      | Versus                | Ethan        | Rol principal                                 |
| 2018-2020 | American Housewife    | Trip Windsor | Rol recurrente                                |
| 2019      | Wayne                 | Bradley      | 1 episodio: Chapter Seven: It'll Last Forever |